# Bandera de España
La bandera de España (también conocida como la rojigualda) fue adoptada como pabellón nacional el 28 de mayo de 1785 mediante real decreto de Carlos III, en donde ya se referencia como «bandera nacional». En 1843 se decreta su uso para todas las Fuerzas Armadas. El empleo de la bandera ha sido continuado hasta la actualidad, a excepción de los años de la Segunda República (1931-1939), cuando fue sustituida por la bandera tricolor. El escudo que se incluye en la bandera ha sufrido modificaciones a lo largo de la historia.
La Constitución de 1978 especifica en su artículo 4.1:

La bandera de España está formada por tres franjas horizontales, roja, amarilla y roja, siendo la amarilla de doble anchura que cada una de las rojas.

 La última modificación, relativa al escudo, se realizó el 5 de octubre de 1981.

## Escudo y colores

### Escudo

Especificaciones para inclusión del escudo en la bandera

La ley 39/1981, de 28 de octubre, que regula el uso de la bandera de España y de otras banderas y enseñas, introduce la posibilidad de incluir el escudo de España en la bandera descrita en la Constitución, según se indica en el artículo 2.2 de la citada ley: «En la franja amarilla se podrá incorporar, en la forma que reglamentariamente se señale, el escudo de España». El uso de esta variante es preceptivo en determinados casos, sin que se prohíba ni se impida su uso en el resto. La bandera incorporará el escudo, en todo caso, cuando ondee en edificios y establecimientos de la Administración central, institucional, autonómica, provincial o insular y municipal del Estado; sedes de los órganos constitucionales del Estado y en las de los órganos centrales de la Administración del Estado; edificios públicos militares y en los acuartelamientos, buques, aeronaves y cualesquiera otros establecimientos de las Fuerzas Armadas y de las Fuerzas de Seguridad del Estado; y en locales de las misiones diplomáticas y de las oficinas consulares, en las residencias de sus jefes y, en su caso, en sus medios de transporte oficial.  
Si se entiende como constitucional la existencia de una referencia o definición expresa en la carta magna, habría de concluirse que el actual escudo de España no lo es, puesto que no aparece reseñado en la Constitución, sino en una ley posterior. No obstante, el escudo puede entenderse como constitucional en tanto en cuanto ha sido definido y promulgado en un período de vigencia constitucional.
Además de las referencias en la mencionada ley 39/1981, el escudo de España queda regulado por la ley 33/1981, de 5 de octubre, en donde se describe en términos heráldicos; por el Real Decreto 2964/1981, de 18 de diciembre, donde se publica el modelo oficial del escudo, se determina su ubicación en la enseña, etc.; y por el Real Decreto 2267/1982, de 3 de septiembre, por el que se especifican técnicamente los colores del escudo de España. En determinados círculos de heraldistas e historiadores, se ha criticado el diseño del modelo oficial por carecer tal representación de cierta ortodoxia en la materia.
De acuerdo con la normativa anteriormente expuesta, la bandera de España tiene las siguientes características:
- La bandera está formada por tres franjas horizontales, roja, amarilla y roja, siendo la amarilla de doble anchura que cada una de las rojas. Esta disposición se conoce como franja española.
- La bandera podrá incorporar el escudo de España, figurando obligatoriamente en los casos previstos reglamentariamente.
- El escudo tendrá una altura de dos quintos de la anchura de la bandera y figurará en ambas caras de esta en el centro de la franja amarilla.
- Cuando la bandera tenga la proporción normal, de longitud igual a 3⁄2 de la anchura, el eje del escudo se colocará a una distancia de la vaina de media anchura de la bandera. Si la longitud fuere menor a la normal o la bandera tuviera la forma cuadrada, el escudo se situará en el centro de la bandera.

### Colores
El color amarillo de la bandera se denominaba habitualmente como gualda (de ahí el término popular de rojigualda), si bien el uso de dicho término para referirse a tal color tendió a ser menos frecuente, empleándose en su lugar el de amarillo, que es al que se alude en la Constitución. En textos preliminares de ésta, la definición de la bandera contemplaba el uso del término gualda que fue finalmente sustituido por amarillo tras la introducción de una enmienda sobre tal particular por parte de Camilo José Cela.
En la siguiente tabla se muestran los colores de la bandera de España, conforme a la definición del Real Decreto 441/1981, de 27 de febrero, por el que se especifican técnicamente los colores de la Bandera de España, de conformidad con los informes elaborados por el Servicio de Normalización Militar, en colaboración con el Instituto de Racionalización y Normalización (IRANOR). En la tabla se ha añadido una columna adicional con la equivalencia a valores sRGB (no incluidos expresamente en el citado real decreto) a partir de los correspondientes a CIE 1931:
| Color    | Denominación color      | CIELAB  | CIELAB   | CIELAB      | CIE 1931 | CIE 1931 | CIE 1931 | sRGB          |
| Color    | Denominación color      | Tono H* | Croma C* | Claridad L* | Y        | x        | y        | sRGB          |
| -------- | ----------------------- | ------- | -------- | ----------- | -------- | -------- | -------- | ------------- |
| Rojo     | Rojo bandera            | 35 º    | 70       | 37          | 9,5      | 0,614    | 0,320    | (207, 0, 0)   |
| Amarillo | Amarillo gualda bandera | 85 º    | 95       | 80          | 56,7     | 0,486    | 0,469    | (249, 182, 0) |

En cuanto a los colores del escudo, en la siguiente tabla se muestran los valores extractados del ya mencionado R.D. 2267/1982, así como la equivalencia a valores sRGB (no incluidos expresamente en el citado real decreto) a partir de los correspondientes a CIE 1931:
| Color   | Denominación color | CIELAB  | CIELAB   | CIELAB      | CIE 1931 | CIE 1931 | CIE 1931 | sRGB            |
| Color   | Denominación color | Tono H* | Croma C* | Claridad L* | Y        | x        | y        | sRGB            |
| ------- | ------------------ | ------- | -------- | ----------- | -------- | -------- | -------- | --------------- |
| Sinople | Verde bandera      | 165.0   | 41.0     | 31.0        | 6.7      | 0.223    | 0.438    | (0, 169, 0)     |
| Azur    | Azul bandera       | 270.0   | 35.0     | 26.0        | 4.7      | 0.168    | 0.171    | (0, 0, 185)     |
| Oro     | Oro bandera        | 90.0    | 37.0     | 70.0        | 40.7     | 0.395    | 0.403    | (255, 179, 0)   |
| Plata   | Plata bandera      | 255.0   | 3.0      | 78.0        | 53.2     | 0.303    | 0.311    | (182, 182, 182) |
| Sable   | Negro bandera      | –       | 0.0      | 10.0        | 1.1      | 0.310    | 0.316    | (47, 47, 47)    |
| Gules   | Rojo bandera       | 35.0    | 70.0     | 37.0        | 9.5      | 0.614    | 0.320    | (207, 0, 0)     |
| Púrpura | Púrpura bandera    | 0.0     | 52.0     | 50.0        | 18.42    | 0.426    | 0.263    | (131, 0, 0)     |

Por su parte, la Guía de comunicación digital para la Administración General del Estado establece unos colores en RGB y cuatricromía (CMYK) para representaciones gráficas de la bandera y/o escudo en documentos, sitios web, sedes electrónicas, etc. oficiales de dicha Administración. Al tratarse de una guía, su contenido no tiene carácter prescriptivo, si bien, puede tomarse como referencia. Los colores de la bandera conforme a la mencionada guía son los siguientes:
| Color    | RGB | RGB | RGB | Colores web | Cuatricromía (CMYK) | Cuatricromía (CMYK) | Cuatricromía (CMYK) | Cuatricromía (CMYK) |
| Color    | R   | G   | B   | Código HTML | Cian                | Magenta             | Amarillo            | Negro               |
| -------- | --- | --- | --- | ----------- | ------------------- | ------------------- | ------------------- | ------------------- |
| Rojo     | 173 | 21  | 25  | #AD1519     | 0%                  | 88%                 | 86%                 | 32%                 |
| Amarillo | 250 | 189 | 0   | #FABD00     | 0%                  | 24%                 | 100%                | 2%                  |

En cuanto al escudo, la mencionada guía define sus colores de la siguiente manera:
| Color (Denominación) | CIELAB        | CIELAB        | CIELAB        | CIE 1931 (Iluminante C) | CIE 1931 (Iluminante C) | CIE 1931 (Iluminante C) | Pantone | RGB | RGB | RGB | Colores web | Cuatricromía (CMYK) | Cuatricromía (CMYK) | Cuatricromía (CMYK) | Cuatricromía (CMYK) |
| Color (Denominación) | Tono H*       | Croma C*      | Claridad L*   | Y                       | X                       | y                       | Código  | R   | G   | B   | Código HTML | Cian                | Magenta             | Amarillo            | Negro               |
| -------------------- | ------------- | ------------- | ------------- | ----------------------- | ----------------------- | ----------------------- | ------- | --- | --- | --- | ----------- | ------------------- | ------------------- | ------------------- | ------------------- |
| Gules (Rojo)         | 35º           | 70            | 37            | 9,5                     | 0,614                   | 0,320                   | 186     | 181 | 0   | 39  | #B50027     | 0%                  | 100%                | 80%                 | 0%                  |
| Plata                | 255.º         | 3             | 78            | 53,2                    | 0,303                   | 0,311                   | 877     | 178 | 178 | 178 | #B2B2B2     | 0%                  | 0%                  | 0%                  | 30%                 |
| Oro                  | 90.º          | 37            | 70            | 40,7                    | 0,395                   | 0,403                   | 872     | 159 | 126 | 0   | #9F7E00     | 20%                 | 30%                 | 100%                | 0%                  |
| Sinople (Verde)      | 165.º         | 41            | 31            | 6,7                     | 0,223                   | 0,438                   | 3415    | 0   | 111 | 70  | #006F46     | 100%                | 10%                 | 70%                 | 0%                  |
| Azur (Azul)          | 270.º         | 35            | 26            | 4,7                     | 0,168                   | 0,171                   | 2935    | 0   | 68  | 173 | #0044AD     | 100%                | 50%                 | 0%                  | 0%                  |
| Púrpura              | 0º            | 52            | 50            | 18,42                   | 0,426                   | 0,263                   | 218     | 216 | 90  | 174 | #D85AAE     | 0%                  | 70%                 | 0%                  | 0%                  |
| Sable (Negro)        | -º            | 0             | 10            | 1,1                     | 0,31                    | 0,316                   |         | 0   | 0   | 0   | #000000     | 0%                  | 0%                  | 0%                  | 100%                |
| Granada              | (no definido) | (no definido) | (no definido) | (no definido)           | (no definido)           | (no definido)           | 1345    | 246 | 203 | 126 | #F6CB7E     | 0%                  | 10%                 | 40%                 | 0%                  |

## Historia
Es posible considerar que los vexilos (palabra origen del término vexilología) utilizados por los legionarios romanos, durante el dominio de la península ibérica por Roma, fueron las primeras insignias empleadas en la Hispania romana. Los visigodos siguieron utilizando este tipo de estandartes rígidos con alguna clase de paño; pero no fue sino hasta la invasión islámica cuando se comenzaron a utilizar lo que actualmente conocemos como «banderas», ya que el uso de tejidos ligeros en los estandartes, como la seda, tuvo su origen en Oriente, siendo los musulmanes y los cruzados los primeros en implantar su uso en Europa. Las banderas se convirtieron en guiones y estandartes representativos de reyes y señores (específicamente, de sus linajes o casas reales), más que de territorios o naciones, tal como hoy son utilizadas las enseñas nacionales.

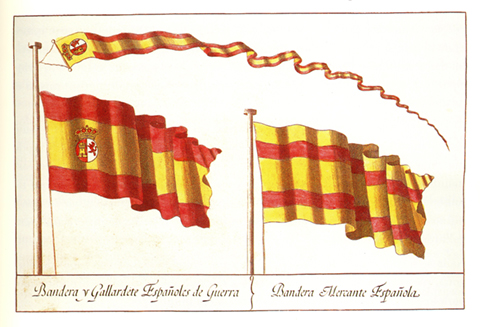
Reproducción de las banderas elegidas por Carlos III en 1785 como pabellones de guerra y civil.

Bandera y pabellón naval de España (1785–1873, 1875–1931).

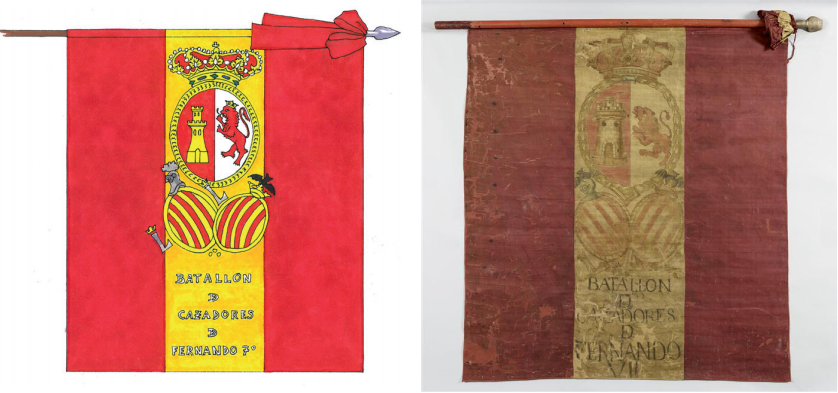
Bandera del Batallón de Cazadores de Fernando VII (Valencia, 1808), usada durante la Guerra de Independencia. Los Inválidos, París.

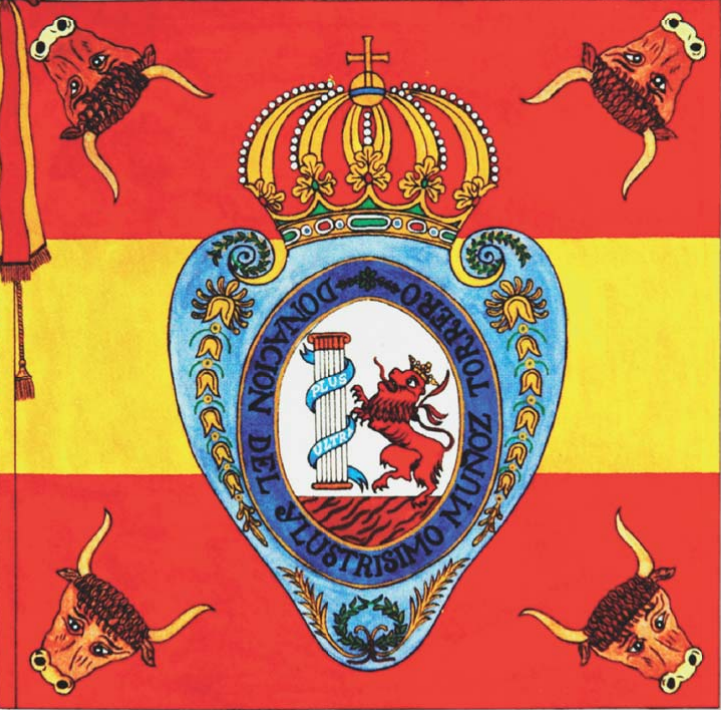
Bandera de la Milicia de Cabeza del Buey, durante el Trienio Liberal. Custodiada en el Palacio de las Cortes.

Bandera española vigente durante la Primera República.

Escarapela del Ejército del Aire y del Espacio.

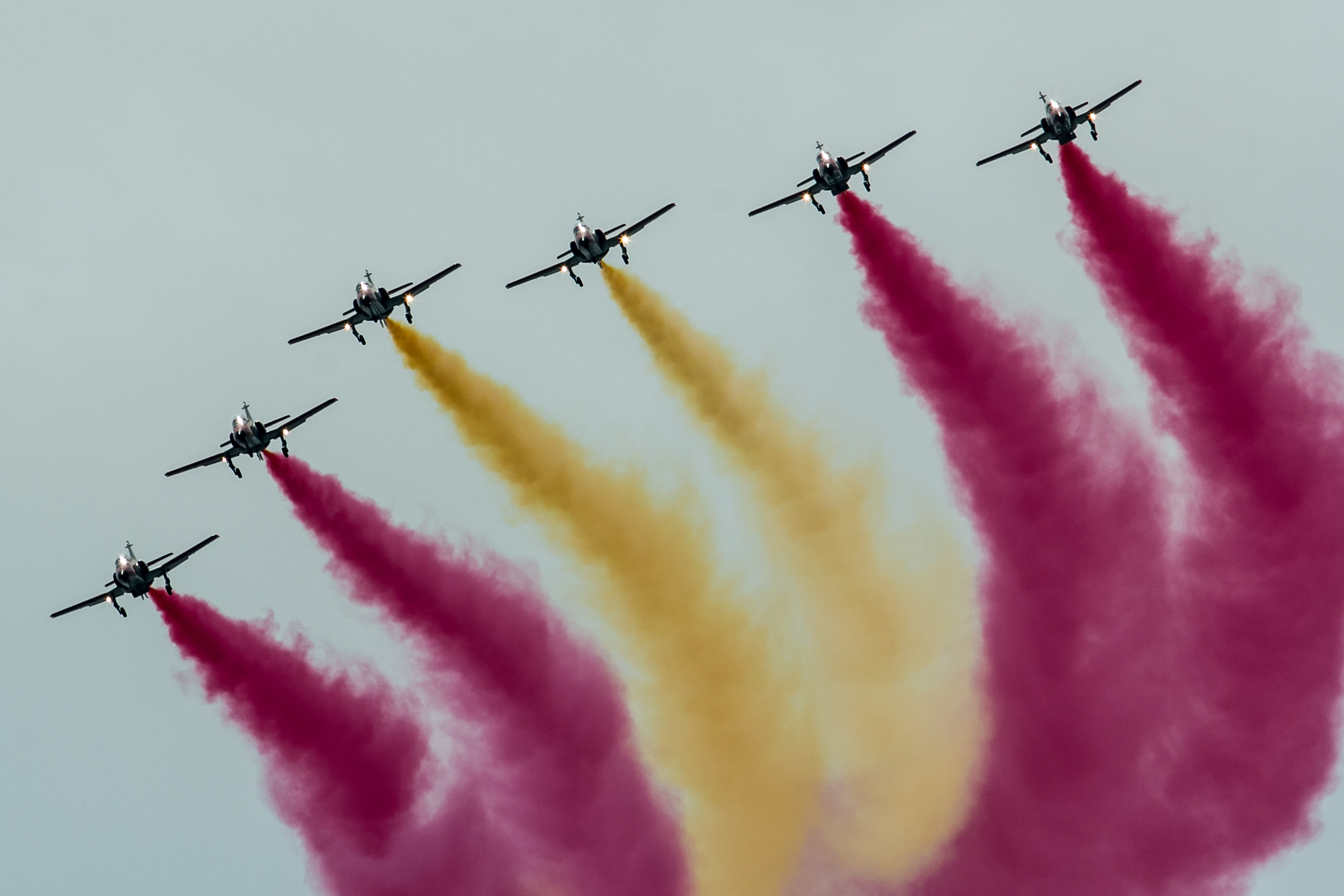
La Patrulla Águila durante un espectáculo aéreo.

Las más tempranas divisas asimilables a primigenias banderas de carácter «nacional» de España son los modelos que se utilizaron tanto como torrotitos, pabellones y, banderas de Tierra en el siglo XVI tras el matrimonio de Juana I de Castilla (hija de los Reyes Católicos) con el archiduque de Austria Felipe «el Hermoso». Se introdujo entonces un elemento común en las banderas españolas de la época: la cruz de Borgoña, que, aunque sufriendo ligeras variaciones con cada rey (como en el caso de Felipe II, quien dispuso que el paño blanco donde se situaba la cruz se cambiara al color amarillo), se convirtió en el símbolo vexilológico por excelencia de España.

Con el advenimiento de la casa de Borbón con Felipe V, se sustituyó el anterior diseño por otro: las armas reales sobre paño blanco. El blanco, propio de los Borbones, era el paño utilizado en el siglo XVIII por las distintas ramas borbónicas que reinaban en Francia, Nápoles, Toscana, Parma o Sicilia, además de en España. Este hecho comprometía y dificultaba la distinción de las respectivas banderas nacionales de los buques, por lo que, en algún momento (probablemente, tras alguna equivocación fatídica) comenzó a barajarse un cambio de la bandera de los buques de guerra de España. Apunta a ello el hecho de que en un artículo de las Ordenanzas de su magestad para el govierno militar, político y económico de su Armada Naval, de 1748, Fernando VI establecía que:
Por ahora, usarán todos los navíos de la Armada la bandera ordinaria nacional blanca con el escudo de mis armas, hasta que yo tenga a bien disponer otra cosa. Y, entre tanto, no arbolarán otra sino en las ocasiones en que es permitido según estilo de mar.
Más adelante, el rey Carlos III encargó al entonces secretario de Estado y del Despacho Universal de Marina (ministro de Marina), Antonio Valdés y Fernández Bazán, el diseño de una nueva bandera para la Armada de fácil identificación, esto es, que no se confundiera con el velamen, que se distinguiera de los colores del cielo y del mar, que se apreciara con meteorología desfavorable y que no se confundiera con las de otras naciones. El gabinete de Valdés elaboró una propuesta con doce versiones diferentes.
En la lámina que recoge estas doce versiones, las banderas se agrupan en tres filas de cuatro banderas cada una, presentando distintas combinaciones de colores y formatos de escudo. En la primera fila, los colores escogidos para las variantes usan el rojo y amarillo. En la segunda fila, las banderas son idénticas a las de la primera, pero sustituyendo el amarillo por el blanco. En la tercera, predominan versiones crucíferas de las banderas.

Finalmente, Carlos III, mediante el ya mencionado Real Decreto de 28 de mayo de 1785, dispone un nuevo pabellón nacional: 
Para evitar los inconvenientes, y perjuicios, que ha hecho ver la experiencia puede ocasionar la Bandera nacional, de que usa mi Armada naval, y demas Embarcaciones Españolas, equivocándose á largas distancias, ó con vientos calmosos con las de otras Naciones; he resuelto, que en adelante usen mis Buques de guerra de Bandera dividida á lo largo en tres listas, de las que la alta, y la baxa sean encarnadas, y del ancho cada una de la quarta parte del total, y la de en medio amarilla, colocándose en esta el Escudo de mis Reales Armas reducido á los dos quarteles de Castilla, y Leon con la Corona Real encima; y el Gallardete con las mismas tres listas, y el Escudo á lo largo, sobre quadrado amarillo en la parte superior: Y de las demas Embarcaciones usen, sin Escudo, los mismos colores, debiendo ser la lista de en medio amarilla, y del ancho de la tercera parte de la Bandera, y cada una de las restantes partes dividida en dos listas iguales encarnada, y amarilla alternativamente, todo con arreglo al adjunto diseño. No podrá usarse de otros pavellones en los Mares del Norte por lo respectivo á Europa hasta el paralelo de Tenerife en el Océano, y en el Mediterraneo desde primero del año de mil setecientos ochenta y seis: en la América Septentrional desde principio de Julio siguiente; y en los demas Mares desde primero del año de mil setecientos ochenta y siete. Tendréislo entendido para su cumplimiento.
El diseño seleccionado por el monarca se corresponde con las versiones de la propuesta de Valdés que usan los colores rojo y amarillo; concretamente, con la que presenta tres franjas horizontales de color, respectivamente, rojo, amarillo y rojo, si bien, varía en lo relativo a la franja central, que pasa a tener doble anchura que la superior e inferior, con el objeto de que el escudo pueda tener un mayor tamaño. Con este mismo fin, el escudo queda simplificado a únicamente los cuarteles partidos de Castilla y León, en círculo u óvalo. Asimismo, el escudo se sitúa desplazado hacia el mástil o driza (no centrado horizontalmente en la franja central) para facilitar su identificación y visibilidad cuando la bandera no ondee totalmente.
Además de conseguir una mejor identificación en la mar y de marcar distancia con otros reinos borbónicos (particularmente, Francia) al desechar de la bandera nacional el color blanco dinástico, hay autores que consideran que el diseño de la bandera basado en los colores rojo y amarillo, con el escudo, obedece también a una fusión de la simbología de los reinos que conformaron originariamente España, resultando así un símbolo nacional común: colores procedentes de la bandera aragonesa, escudo castellano y el todo, español.
En 1793, a través de las Ordenanzas Generales de la Armada Naval, se ordenó que el pabellón nacional ondeara en las plazas marítimas, sus castillos u otros de las costas, así como en arsenales, astilleros y cuarteles de la Armada.
Ya en el siglo XIX, la bandera rojigualda empezó a utilizarse igualmente en campamentos del Ejército de Tierra y en fortificaciones fronterizas, si bien, las banderas del Ejército se diferenciaban de las de la Armada en la representación del escudo: cuartelado en el primer caso y partido en el segundo.
A partir de 1808, dada la explosión del sentimiento patriótico durante la guerra de Independencia, los colores rojo y gualda fueron empleados por el pueblo y para banderas de enganche de voluntarios, y fueron oficializados como colores de las Cortes de Cádiz y de la Milicia Nacional.
En 1843, el decreto de 13 de octubre, del II Gobierno de Joaquín María López, expone la necesidad de suprimir las diferencias entre el pabellón nacional y las particulares de los cuerpos del ejército, ordenando la unificación de todas las banderas y estandartes de las fuerzas armadas:

Las banderas y estandartes de todos los cuerpos e institutos que componen el Ejército, la Armada y la Milicia Nacional, usarán iguales en colores a la bandera de guerra española, y colocados éstos por el mismo orden que lo están en ella.

La Primera República española, instaurada en 1873, no alteró los colores de la bandera, pero se suprimieron del escudo de la misma los símbolos reales de la monarquía. 
En 1908, mediante el Real decreto disponiendo que en los días de Fiesta nacional ondee en todos los edificios públicos la bandera española, extendiéndose colgaduras e iluminaciones, se estableció la obligatoriedad de que ondeara en todos los edificios públicos en los días de fiesta nacional. Por Real Decreto de 19 de julio de 1927, durante la Dictadura de Primo de Rivera, se dispuso que la marina mercante utilizara el mismo pabellón que la de guerra pero sin escudo, y suprimió el pabellón civil de cinco franjas.  
Con la proclamación de la Segunda República, en 1931, se estableció el uso de la bandera tricolor con bandas horizontales de igual tamaño, sustituyéndose en la inferior el rojo por el morado, pasando el escudo de España a adoptar el diseño que figuraba en el reverso de las monedas de cinco pesetas acuñadas por el Gobierno provisional en 1869 y 1870, y a ocupar la posición central en la banda amarilla. 
Durante la Guerra Civil, el bando sublevado retomó el uso de la bandera bicolor (29 de agosto de 1936), aunque sin cambiar el escudo adoptado por la Segunda República. Dicho escudo permaneció hasta el 11 de febrero de 1938, fecha en que fue aprobado el nuevo modelo de escudo, que incorporaba el Águila de San Juan. Posteriormente, se cambiaría el escudo en dos ocasiones más, con los modelos de 1945 (aprobado el 11 de octubre de 1945) y 1977 (aprobado el 21 de enero de 1977), hasta el actual modelo de 1981.

## Otras banderas vigentes

Bandera de proa, tajamar o torrotito de la Armada Española
Pabellón de embarcaciones de recreo
Pabellón actual del Servicio de Vigilancia Aduanera
Pabellón para Correos Marítimos
Bandera de unidad militar española
Estandarte del rey de España
Estandarte de la princesa de Asturias
Estandarte del rey Juan Carlos
Estandarte del presidente del Gobierno

## Banderas históricas

Bandera del reino de León (versión empleada hasta el siglo XIII).
Señal Real de Aragón desde por lo menos 1150.
Bandera de Castilla desde 1170 hasta 1230.
Estandarte de los monarcas de Navarra desde 1212.
Estandarte de la Corona de Castilla desde 1230.
Banda de Castilla, creada en 1332 y usada como guion personal de varios regentes.
Pendón heráldico de los Reyes Católicos desde 1475.
Pendón heráldico de los Reyes Católicos desde 1492, que añade la Granada.
Bandera utilizada por la infantería de los Reyes Católicos desde 1475.
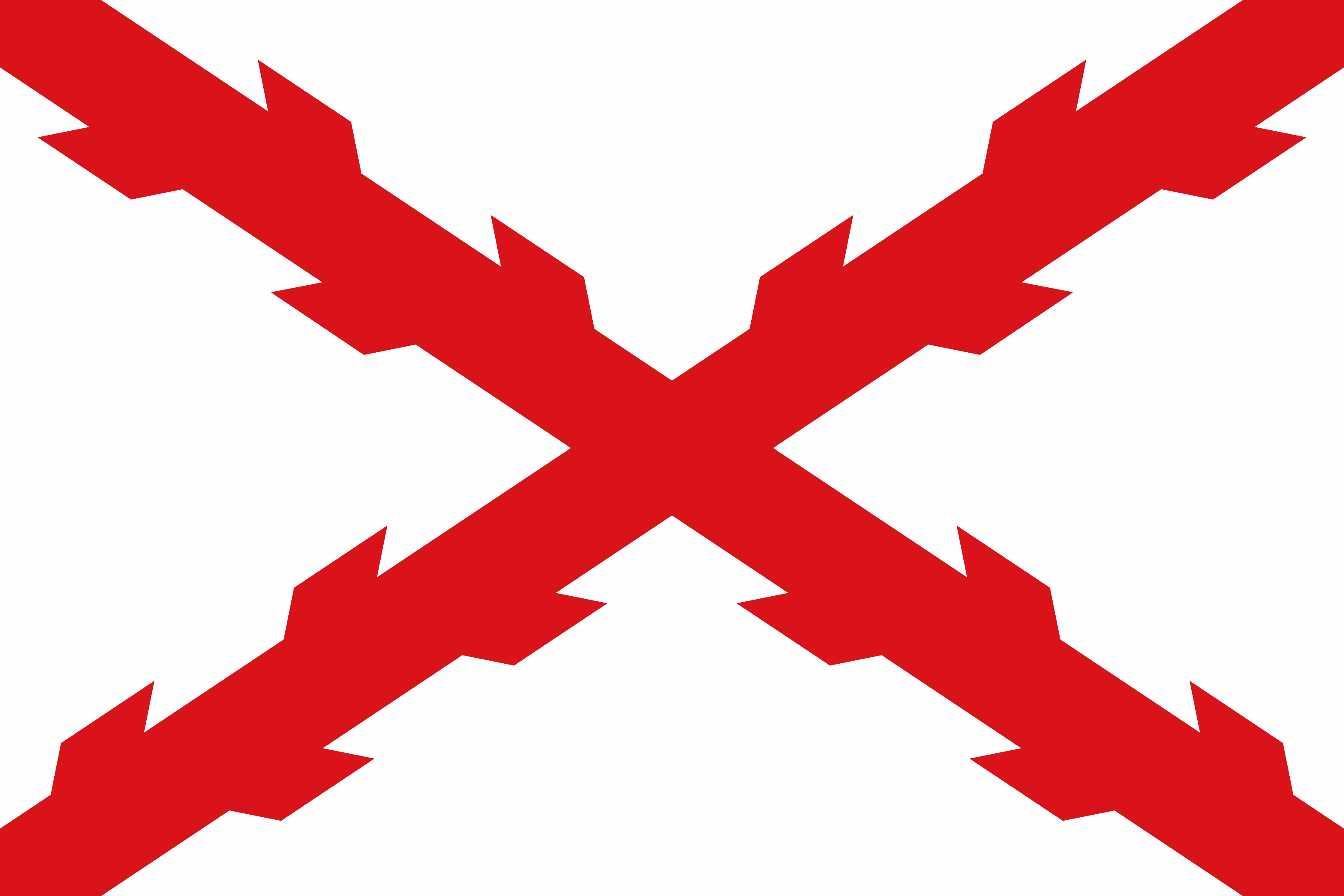
Bandera de la Cruz de Borgoña, propia de tercios y regimientos terrestres, y en ocasiones navales, desde 1516 hasta 1843.
Guion personal de Felipe II.
Pabellón naval entre 1506 y 1701.
Pabellón naval sencillo entre 1701 y 1785.
Pabellón naval completo entre 1701 y 1760.
Pabellón naval completo entre 1760 y 1785.
Bandera de las plazas marítimas, castillos y defensas de las costas de los territorios españoles entre 1701 y 1771 y en 1793.
Bandera mercante entre 1785 y 1927.
Pabellón naval desde 1785 y estandarte militar entre 1843 y 1873.
Pabellón entre 1808 y 1813, durante la España Napoleónica.
Bandera nacional durante la Primera República (1873-1874).
Pabellón naval y bandera nacional entre 1875 y 1931.
Bandera de España durante la Segunda República (1931-1939), y empleada por el Gobierno de la República y sus partidarios durante toda la Guerra Civil y por el bando sublevado hasta el 29 de agosto de 1936.
Bandera empleada por el bando sublevado entre el 29 de agosto y el 13 de septiembre de 1936.
Bandera empleada por el bando sublevado entre el 13 de septiembre de 1936 y el 2 de febrero de 1938.
Bandera empleada por el bando sublevado entre el 2 de febrero de 1938 y el 1 de abril de 1939 y, tras la victoria de este, bandera de España entre el 1 de abril de 1939 y el 11 de octubre de 1945.
Bandera de España durante la dictadura franquista entre el 11 de octubre de 1945 y el 21 de enero de 1977.
Bandera de España durante la Transición entre el 21 de enero de 1977 y el 5 de octubre de 1981.

## Miscelánea

### Protocolo
Según lo establecido en la ley  39/1981, más arriba citada, cuando se utilice la bandera de España, deberá ocupar siempre un lugar destacado, visible y de máximo honor. Si se usa con otras banderas, éstas no podrán tener mayor tamaño que la rojigualda.
En caso de número impar de banderas que ondeen juntas, la de España ocupará la posición central; en caso de número par, de las dos posiciones del centro, la rojigualda quedará a la izquierda del observador.
Cuando la bandera de España ondee con banderas de otras naciones, se colocarán por orden alfabético según el idioma del anfitrión.

### Distintivo de nacionalidad de las Fuerzas Armadas
El distintivo de nacionalidad que portan en su manga izquierda, cuando proceda, los uniformes de las Fuerzas Armadas estaba definido como un rectángulo textil de 56 x 26 milímetros, con los colores de la bandera nacional. Desde la entrada en vigor de la Orden DEF/114/2025, de 28 de enero, por la que se aprueban las normas de uniformidad de las Fuerzas Armadas, el distintivo pasa a consistir en un rectángulo de 67 x 37 milímetros, con los colores de la bandera nacional y escudo incorporado.

### En animales y plantas
Debido al parecido con los colores de la bandera de España, hay animales y plantas conocidos por el nombre de «bandera española»:
- Lantana camara. Arbusto ornamental de gran resistencia,[23] conocido como «bandera española», «banderita española» o «cinco negritos». Aparte de rojigualda también aparece en la gama de blanco a rosa.
- Ipomoea versicolor. Trepadora ornamental nativa de México. Más frecuentemente conocida como «vid de fuego» (en inglés, fire vine).
- Gonioplectrus hispanus. Pez proveniente de las aguas del Caribe popular en acuariofilia.[24]
- Lophochroa leadbeateri. La cacatúa abanderada, cacatúa de la bandera española, cacatúa española o cacatúa de Leadbeater, es una especie de ave psittaciforme de la familia Cacatuidae endémica de Australia, siendo una de las cacatúas más frecuentes en las regiones semiáridas del país.

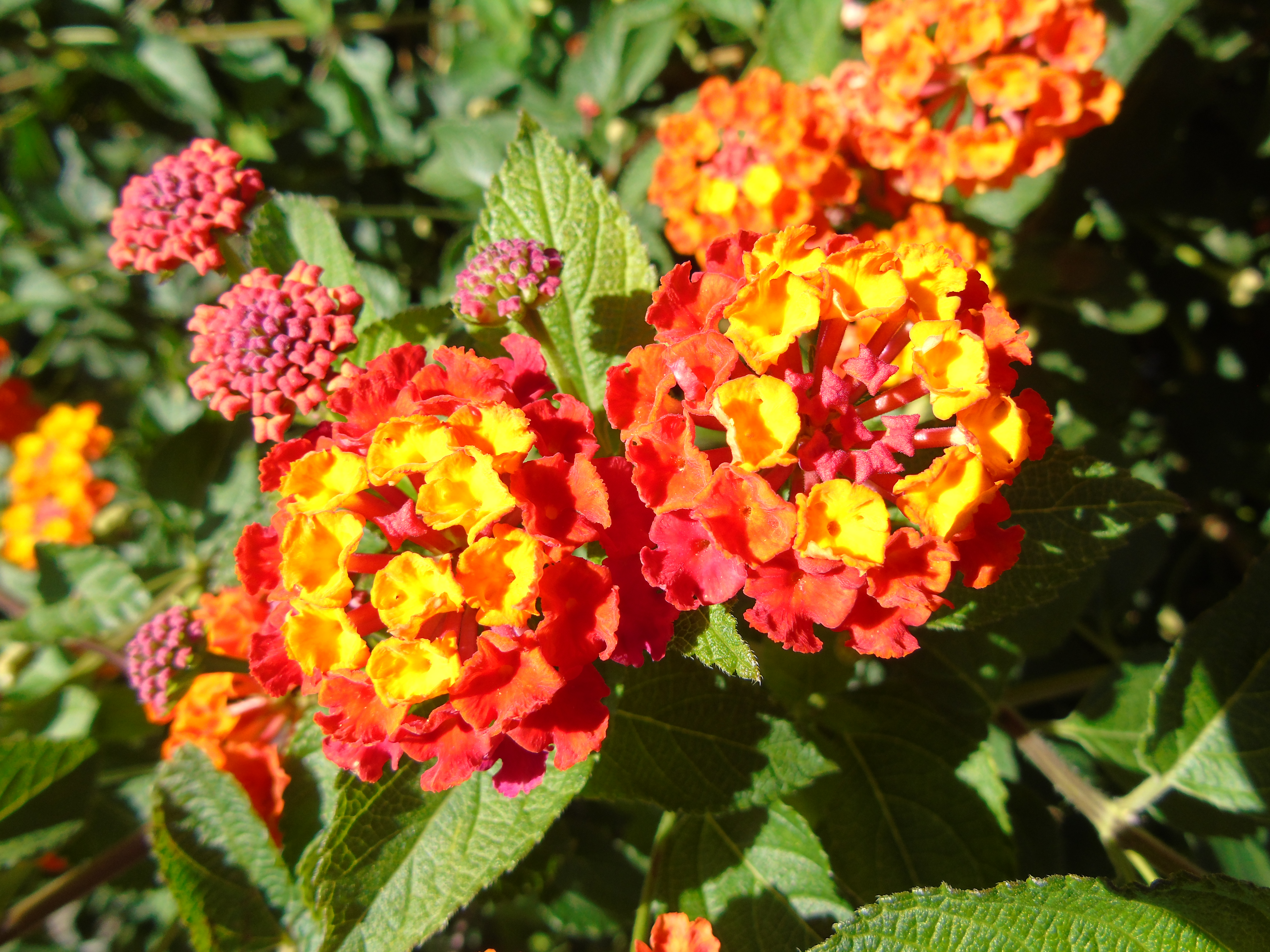
Lantana camara
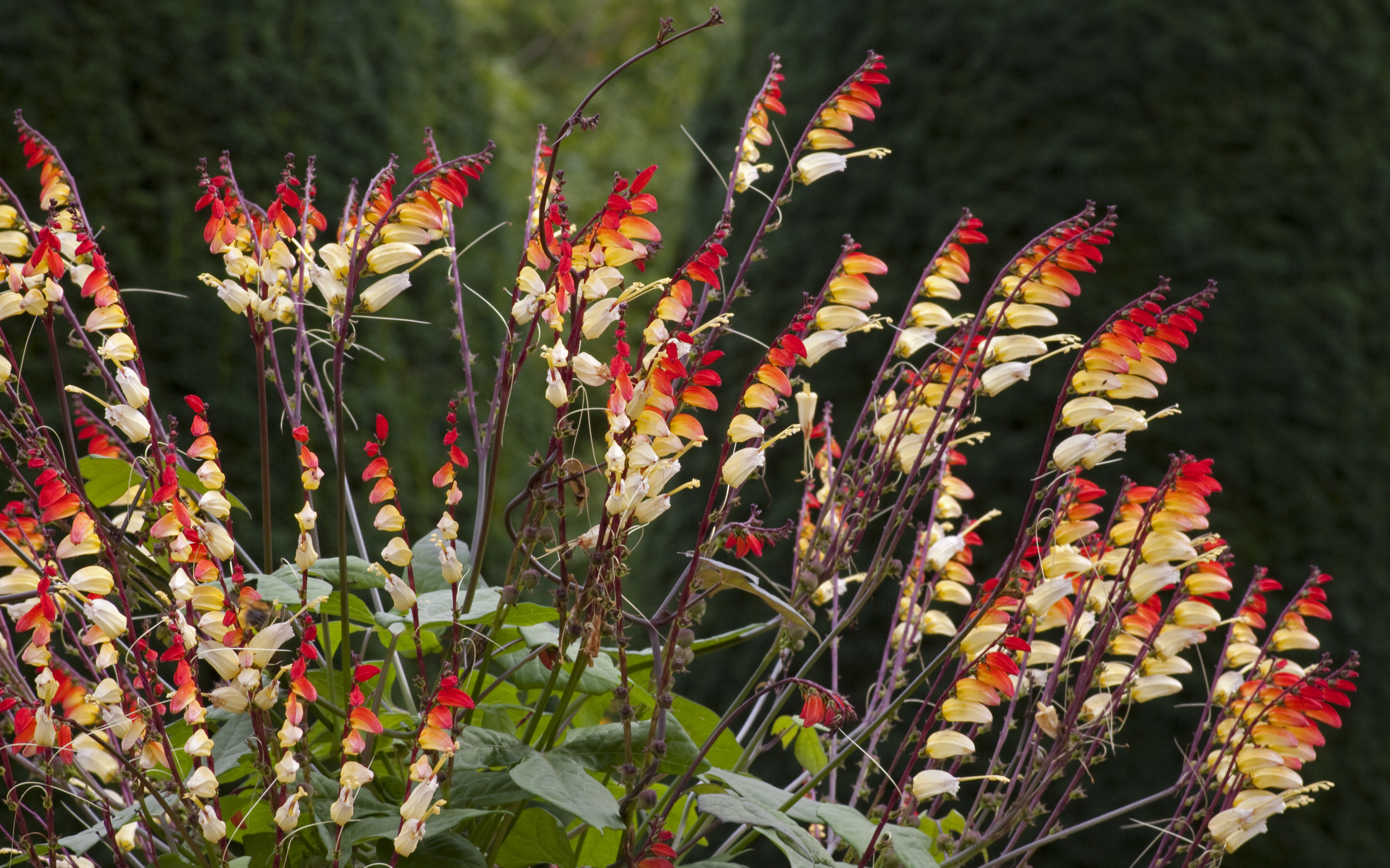
Ipomoea versicolor
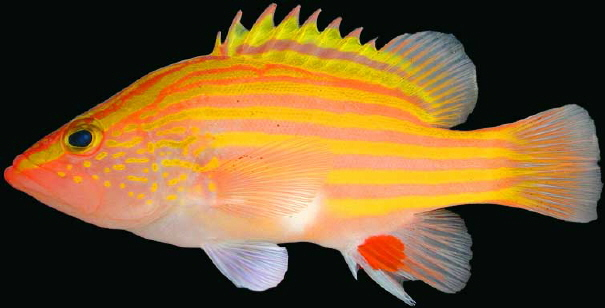
Gonioplectrus hispanus
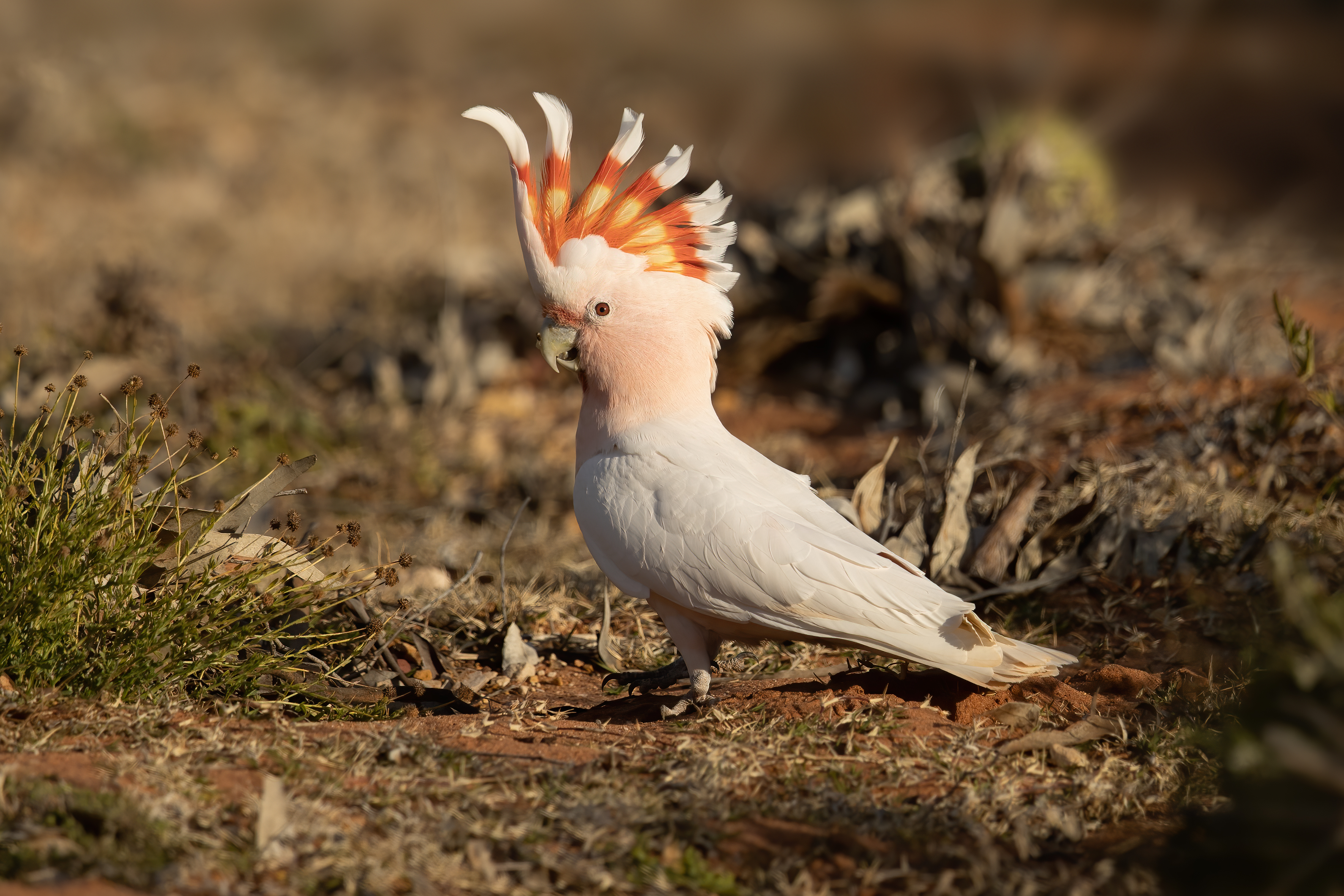
Lophochroa leadbeateri